# Science Fiction Club Deutschland
Der Science Fiction Club Deutschland (SFCD) ist eine 1955 gegründete bundesweite Vereinigung von Freunden der Science-Fiction in Literatur, Film und elektronischen Medien.
Er besteht in der Rechtsform eines eingetragenen Vereins (e. V.).

## Zweck des Vereins
Der SFCD bezweckt die kritische Auseinandersetzung mit der Science-Fiction sowie Phantastik in Literatur und Medien. Ziel ist auch die Förderung der Wissenschaften, die die Grundlage der Science-Fiction bilden, sowie die Förderung friedlicher, humaner und toleranter Gesinnung. Der SFCD pflegt außerdem Kontakte zu ausländischen Vereinen, die gleiche Ziele verfolgen.

## Entwicklung
Der SFCD wurde am 4. August 1955 von den Science-Fiction-Autoren Walter Ernsting (alias Clark Darlton) und Raymond Z. Gallun, dem Verlagsredakteur Walter Spiegl und dem britischen Konsulatsmitarbeiter und Science-Fiction-Fan Julian Parr (* 3. August 1923, † 29. November 2003) in Frankfurt am Main gegründet. Vereinssitz ist Hannover. Zu den ersten Mitgliedern zählte auch der weltweit als „Science-Fiction-Fan Nr. 1“ bekannte Amerikaner Forrest J Ackerman.
Während sich die Aktivität von deutschen Science-Fiction-Fans in der Anfangszeit fast ausschließlich im SFCD abspielte, begreift sich der Verein heute als Dachverband mit traditionell guten Kontakten ins Ausland sowie zu zahlreichen eigenständigen Gruppen und Initiativen auf lokaler und regionaler Ebene.
Heute hat der SFCD im ganzen Bundesgebiet über 450 Mitglieder (Stand September 2004). Hinzu kommen einige Mitglieder in den USA, den Niederlanden, Großbritannien, Schweden, Kanada und Australien. Damit ist der SFCD in Deutschland der älteste und größte unabhängige Verein dieser Art.

## Aktivitäten

### Publikationen
Die Haupttätigkeit ist die Herausgabe von Publikationen. Die Andromeda Nachrichten erscheinen vierteljährlich und stellen innerhalb des deutschen Sprachraums das umfangreichste Informationskompendium zum Thema dar. Die Ausgaben des Andromeda Science Fiction Magazins werden von wechselnden Redaktionen zusammengestellt, die anbieten, Material zu bestimmten Spezial-Themen zu sammeln. Dazu gehörten beispielsweise Story-Ausgaben zur deutschen Wiedervereinigung oder zur Alchemie in Vergangenheit und Zukunft, Bibliografien sowie Reportagen von größeren Science-Fiction-Kongressen oder über einen der ersten deutschen Science-Fiction-Fans Herbert Häusler. Das Magazin erscheint ein- bis zweimal im Jahr. Das Story Center erscheint einmal im Jahr und enthält Kurzgeschichten von noch unbekannten deutschsprachigen Autoren. Außerdem werden Bücher vom Verein günstig erworben und als Sonderpublikationen an die Mitglieder verteilt.

### Preise
Der SFCD vergibt jährlich den Deutschen Science-Fiction-Preis für den besten Roman und die beste Kurzgeschichte des Genres, die im Vorjahr original in deutscher Sprache veröffentlicht worden ist. Die Auszeichnung ist für jede Sparte mit 1000 Euro dotiert.
Seit 2003 wird der Curt-Siodmak-Preis für Film- und Fernsehproduktionen vergeben.
Alle Preisträger werden auf den jährlich an wechselnden Orten stattfindenden SFCD-Kongressen bekannt gegeben.
In den Anfangszeiten des SFCD Ende der 1950er Jahre wurden eine Reihe von Leihbüchern und Heftromane der Reihe Utopia Zukunftsroman mit dem Clubsiegel des Science Fiction Club Deutschland prämiert.

### Heicon ´70
1970 richtete der SFCD in Heidelberg den 28. World Science Fiction Convention (informell als Heicon ´70 oder auch nur als Heicon bezeichnet) aus; der einzige Worldcon, der bisher in Deutschland stattfand und an dem rund 620 Gäste aus mindestens 15 Ländern teilnahmen. Hier traten Differenzen zwischen politisch eher rechts und eher links stehenden Mitgliedern auf der gleichzeitigen Mitgliederversammlung des SFCD auf.

### Weitere Aktivitäten
Weitere Aktivitäten sind die Unterstützung von Aktivitäten seiner Mitglieder, die sich oft in lokalen und regionalen Fan-Gruppen und Zweckgemeinschaften engagieren, sowie die Herstellung von nützlichen Kontakten im In- und Ausland. Eine Besonderheit stellt die SFCD-Phonothek dar, eine Art „akustisches Gedächtnis“, in dem langjährige Mitglieder Aufnahmen zahlreicher deutscher Science-Fiction-Hörspiele sowie Tonband-Protokolle von Science-Fiction-Kongressen und Veranstaltungen im In- und Ausland gesammelt haben.

## Prominente Mitglieder
- Heinz Haber
- Willy Ley
- Brigitte Helm